# ブギートレイン'03
「ブギートレイン'03」（ブギートレイン オースリー）は、藤本美貴の5枚目のシングル。2003年2月5日発売。

## 内容
- 当時ハロー!プロジェクト・キッズであったBerryz工房や℃-uteのメンバーがバックダンサーとして出演していた。

| 出演                     | 後のBerryz工房メンバー          | 後の℃-uteメンバー    |
| ------------------------ | ------------------------------- | -------------------- |
| プロモーションビデオ     | 嗣永桃子、須藤茉麻、 徳永千奈美 | 梅田えりか           |
| ファーストライブツアー   | 清水佐紀、徳永千奈美            | 鈴木愛理、梅田えりか |
| ミュージックステーション | 夏焼雅、熊井友理奈、菅谷梨沙子  | 村上愛               |
| HEY!HEY!HEY! MUSIC CHAMP | 清水佐紀、徳永千奈美            | 鈴木愛理、梅田えりか |
| ポップジャム             | 嗣永桃子、須藤茉麻、石村舞波    | 矢島舞美             |

## 収録曲
全作詞・作曲：つんく
1. ブギートレイン'03
編曲：鈴木Daichi秀行
2. 大切
編曲：AKIRA
3. ブギートレイン'03 (Instrumental)

## 参加ミュージシャン
ブギートレイン'03
- ギター&プログラミング：鈴木Daichi秀行
- ピアノ：杉山卓夫
- ギター：鈴木俊介
- コーラス&MC：つんく

大切
- プログラミング&コーラス：AKIRA

## カバー
- D,IOS（ボーカル：荒牧陽子） - サントラ「GUITARFREAKS 10thMIX&drummania 9thMIX Soundtracks」（2003年12月17日発売）に収録。
- スマイレージ - シングル「タチアガール」初回盤C（2011年9月28日発売）に「ブギートレイン'11」として収録。